# المدارس العسكرية الرياضية
تم وضع مصر على الخريطة الأوليمبية من خلال تحقيق أندية ومدارس القوات المسلحة عدد (25) ميدالية أوليمبية من إجمالى عدد (48) ميدالية بنسبة 52,1% من الميداليات التى حققتها البعثات المصرية في الدورات الأوليمبية منذ بدء مشروع البطل الأوليمبى بالقوات المسلحة عام 2005، فضلاً عن ضم العديد من اللاعبين للمنتخبات القومية بنسبة تتراوح من 50-60% من قوام المنتخبات الرياضية المصرية، بالإضافة إلى تحقيق العديد من الإنجازات في مختلف الألعاب الرياضية على كافة المستويات المحلية والإقليمية والدولية.